# Карас, Йозеф
Йозеф Карас (чеш. Josef Karas; род. 20 августа 1978, Оломоуц, Североморавский край) — чешский легкоатлет, специалист по многоборьям. Выступал за сборную Чехии по лёгкой атлетике во второй половине 2000-х годов, многократный победитель и призёр первенств национального значения, участник ряда крупных международных стартов, в том числе чемпионата мира в Осаке. Ныне — тренер по лёгкой атлетике.

## Биография
Йозеф Карас родился 20 августа 1978 года в городе Оломоуц, Чехословакия.
Занимался лёгкой атлетикой во время учёбы в Канаде, неоднократно принимал участие в различных студенческих соревнованиях в Северной Америке. Некоторое время выступал за канадскую национальную сборную, в частности представлял Канаду на летней Универсиаде 2003 года в Тэгу.
С 2005 года выступал на родине в Чехии, в частности дважды становился чемпионом страны в десятиборье и один раз был лучшим в семиборье.
В 2006 году вошёл в основной состав чешской национальной сборной и выступил на чемпионате Европы в Гётеборге, где с результатом в 7669 очков занял в десятиборье 14-е место.
В 2007 году показал 12-й результат в семиборье на чемпионате Европы в помещении в Бирмингеме, стартовал на крупном международном турнире Hypo-Meeting в Австрии. Благодаря череде удачных выступлений удостоился права защищать честь страны на чемпионате мира в Осаке — набрал в сумме всех дисциплин десятиборья 7625 очков, расположившись в итоговом протоколе соревнований на 20-й строке.
В 2008 году неудачно выступил на Hypo-Meeting, провалив все попытки в прыжках с шестом, после чего принял решение завершить спортивную карьеру.
По завершении карьеры легкоатлета несколько раз участвовал в мужских конкурсах красоты, в 2010 году выиграл конкурс Мистер Чешская Республика, был вторым на конкурсе Мистер мира.
Впоследствии проявил себя на тренерском поприще, подготовил ряд известных чешских легкоатлетов, в их числе Адам Гельцелет, Радек Юшка, Марек Лукаш и др.